# Jiří Cieńciała
Jiří Cieńciała, né le 10 mars 1950 à Vendryně, est un homme politique, enseignant et entrepreneur tchèque.